# Фудзісакі (Аоморі)

40°39′22″ пн. ш. 140°30′9″ сх. д. / 40.65611° пн. ш. 140.50250° сх. д.
Фудзіса́кі (яп. 藤崎町, ふじさきまち, МФА: [ɸud͡ʑisakʲi mat͡ɕi̥]) — містечко в Японії, в повіті Мінамі-Цуґару префектури Аоморі. Станом на 1 жовтня 2007 площа містечка становила 37,26 км². Станом на 1 липня 2008 населення містечка становило 16 309 осіб.